# Magdalena Czomperlik
Magdalena Czomperlik – polska wokalistka, autorka tekstów. Jest członkiem zespołu Plagiat199, gościnie występowała z Kazikiem Staszewskim i Zespołem Kult.
Od 2000 roku występowała z chórem Ave Sol, działającym przy BCK w Bielsku-Białej z repertuarem muzyki poważnej oraz gospel, od 2004 roku związana z punkowym zespołem Plagiat199 prezentującym materiał autorski, gdzie angażuje się jako wokalistka oraz autorka tekstów.
Z zespołem łączy ją doświadczenie skomponowania trzech longplayów oraz zagrania ponad 300 koncertów, w tym kilkudziesięciu u boku zespołu Kult, dzięki którym może się pochwalić występami m.in. w katowickim Spodku, Stoczni Gdańskiej czy Hali Ludowej we Wrocławiu. Ma za sobą także koncerty na festiwalach polskiej muzyki alternatywnej takich jak Jarocin czy Przystanek Woodstock. „Jeździł z nami fajny zespół Plagiat 199 z powalającą wokalistką. Dziewczyna absolutnie wszechstronna, pisząca super teksty i genialnie śpiewająca…. Tych sześciu przekonanych o swojej potędze facetów w zespole byłoby niczym bez tej dziewczyny” (Kazik Staszewski „Wysokie Obcasy” 05.07.2013)
Zaśpiewała gościnnie na albumach zespołów Jumanji, A-Front i El Dupa. Swoich tekstów udzieliła po raz pierwszy w roku 2011 projektowi Maja Kleszcz i Incarnations na potrzeby albumu Odeon. 
W roku 2013, we współpracy z Andrzejem Izdebskim (producent solowych albumów Kazika Staszewskiego oraz między innymi Mai Kleszcz, Braci Figo Fagot), rozpoczęła pracę nad materiałem solowym.
Jesienią 2013 do rozgłośni radiowych trafił singel „Inną drogą”. Czomperlik napisała tę piosenkę wspólnie z Andrzejem Izdebskim (producentem singla). Masteringiem zajął się Marcin Cichy, znany z formacji Skalpel.

## Dyskografia
- Rozjazdy
- Kaszana
- Biały kaftanik (2008)
- Do przodu... (premiera 2 października 2010 roku, na płycie gościnnie zaśpiewali Kazik Staszewski i Dr Yry)
- Terra (2015)